# Chiesa di Santa Maria Assunta (Bussoleno)
La chiesa di Santa Maria Assunta è la parrocchiale di Bussoleno, in città metropolitana di Torino e diocesi di Susa; fa parte della vicaria di Bussoleno.

## Storia
La prima citazione di una chiesa a Bussoleno risale al 1158; questo edificio, in stile romanico, dipendeva dalla pieve di Santa Maria Maggiore di Susa.
Questo luogo di culto, essendo ormai all'inizio del Settecento pericolante e in cattivo stato di conservazione, venne demolito nel 1724 e al suo posto, l'anno successivo, fu avviato il cantiere della nuova parrocchiale, progettata dall'architetto Francesco de Willencourt; i lavori terminarono poi nel 1739.
Quasi un secolo dopo, nel 1835, la chiesa venne dotata di due pulpiti e di altrettanti confessionali.
Nel 1915 Luigi Morgari iniziò la decorazione del luogo di culto, ma dovette interrompere il suo lavoro quasi subito a causa dello scoppio della prima guerra mondiale; l'opera fu portata a compimento appena nel 1943 da Giorgio Lauro Boasso.
La facciata e, in generale, le superfici estere della chiesa vennero restaurate nel 1966 e nel decennio successivo si procedette all'adeguamento liturgico secondo le usanze postconciliari mediante l'aggiunta dell'ambone e della mensa eucaristica rivolta verso l'assemblea.
Nel 1998 fu eseguito un nuovo restauro che interessò il prospetto principale dell'edificio.

## Descrizione

### Esterno
La facciata della chiesa, rivolta a sudest, presenta centralmente il portale d'ingresso, sormontato dal coronamento mistilineo, e una finestra rettangolare e ai lati, invece, due nicchie vuote ed è scandita da sei lesene poggianti su alti basamenti e sorreggenti la trabeazione e il timpano triangolare.
Annesso alla parrocchiale è il campanile a base quadrata, suddiviso in più registri da cornici e abbellito da archetti pensili; la cella presenta su ogni lato una trifora ed è coronata dalla guglia piramidale.

### Interno
L'interno dell'edificio si compone di un'unica navata, sulla quale si affacciano le cappelle laterali, introdotte da archi a tutto sesto, e le cui pareti sono scandite da lesene sorreggenti la trabeazione modanata e aggettante sopra la quale si impostano le volte a botte lunettata; al termine dell'aula si sviluppa il presbiterio, rialzato di alcuni gradini e chiuso dalla parete di fondo piatta.
Qui sono conservate diverse opere di pregio, tra le quali l'organo, costruito nel Settecento da Gioacchino Concone, e il Crocifisso ligneo, intagliato nel Quattrocento.